# Strictly 4 My N.I.G.G.A.Z.
Albums de 2Pac
2Pacalypse Now
(1991) Thug Life: Volume 1
(1993)
Singles
1. Holler If Ya Hear Me
Sortie : 29 janvier 1993
2. I Get Around
Sortie : 10 juin 1993
3. Keep Ya Head Up
Sortie : 28 octobre 1993
4. Papa'z Song
Sortie : 17 janvier 1994

Strictly 4 My N.I.G.G.A.Z. est le deuxième album studio de Tupac Shakur, sorti le 16 février 1993.

## Contenu
À l'origine, l'album devait s'appeler Troublesome 21, 21 faisant référence à l'âge de Tupac Shakur (21 ans au 16 juin 92), et "Troublesome" étant l'un des morceaux refusés de l'album (finalement publié de manière posthume en 97 dans la B.O. de Trop de filles, pas assez de temps).
Dans cet album, comme dans le précédent, 2Pac met en avant ses opinions politiques et sociales.
L'idée première de 2Pac étant de donner à cet opus un son plus underground ou indie, Strictly 4 My N.I.G.G.A.Z. est considéré comme son album d'« évasion ».
Le terme « nigga » dérive du terme raciste « nigger », signifiant « nègre », utilisé couramment par les Américains blancs de l'époque de l'esclavagisme jusqu'à celle du mouvement des droits civiques, en passant par la ségrégation. « N.I.G.G.A. » correspond donc à un argot afro-américain, repris par 2Pac pour former « Never Ignorant Getting Goals Accomplished », autrement dit, « toujours conscients du devoir d'accomplir nos objectifs ».
2Pac donnait déjà la clef de cet acronyme dans le texte de "Violent" sur son premier album. "Tales of a 90's N.I.G.G.A." était par ailleurs le titre donné au cahier dans lequel il ébaucha son premier album et "Hymn of a 90's N.I.G.G.A." une chanson écartée de ce même album (publiée dans Loyal To The Game en 2004).
Si les noirs des ghettos américains s'appellent couramment "nigga" entre eux (ce qui peut être tout à fait affectif, à condition que ce soit entre noirs, comme 2Pac l'explique à Tim Roth dans une scène de Gridlock'd), 2Pac dans ses textes donne au terme un sens politique. Il s'agit donc d'une réappropriation positive d'un terme connoté négativement, à la manière de la négritude d'Aimé Césaire.

## Succès commercial
L'album s'est classé 4e au Top R&B/Hip-Hop Albums et 24e au Billboard 200 et a été certifié disque de platine par le Recording Industry Association of America (RIAA) le 19 avril 1995. Cet opus a rencontré davantage de succès commercial qu'2Pacalypse Now, puisqu'il s'est vendu à 1,6 million d'exemplaires.

## Liste des titres
| No  | Titre                                                     | Contient un (des) sample(s) de | Durée |
| --- | --------------------------------------------------------- | --- | ----- |
| 1.  | Holler If Ya Hear Me                                      | Atomic Dog de George Clinton Rebel Without a Pause de Public Enemy Do It Any Way You Wanna de The People's Choice                                                                   | 4:38  |
| 2.  | Pac's Theme (Interlude)                                   | | 1:56  |
| 3.  | Point the Finga                                           | Warm It Up de Kris Kross Gota Let Your Nuts Hang des Geto Boys | 4:25  |
| 4.  | Something 2 Die 4 (Interlude)                             | | 2:43  |
| 5.  | Last Wordz (featuring Ice Cube et Ice-T)                  | Tha Lunatic de 2Pac Flash Light de Parliament Blind Alley des Emotions Holy Ghost des Bar-Kays The Grunt des J.B.'s Better Off Dead d'Ice Cube The Nigga Ya Love to Hate d'Ice Cube | 3:36  |
| 6.  | Souljah's Revenge                                         | Soulja's Story de 2Pac The Payback de James Brown Sing a Simple Song de Sly and the Family Stone                                                                                    | 3:16  |
| 7.  | Peep Game (featuring Deadly Threat)                       | | 4:28  |
| 8.  | Strugglin' (featuring Live Squad)                         | Ashley's Roachclip des Soul Searchers Paid in Full d'Eric B. & Rakim | 3:33  |
| 9.  | Guess Who's Back                                          | | 3:06  |
| 10. | Representin' 93                                           | Diary of a Madman de Scarface This One's for You de Joe Public | 3:34  |
| 11. | Keep Ya Head Up                                           | Be Allright de Zapp "Ooh Child ( Things Are Gonna Get Easier ) de The Five Stairsteps                                                                                               | 4:22  |
| 12. | Strictly 4 My N.I.G.G.A.Z.                                | | 5:55  |
| 13. | The Streetz R Deathrow                                    | Us d'Ice Cube Synthetic Substitution de Melvin Bliss You're the One I Need de Barry White                                                                                           | 3:26  |
| 14. | I Get Around (featuring Digital Underground)              | Computer Love de Zapp The Ladder de Prince et The Revolution Step in the Arena de Gang Starr Silly Rabbit, Trix Are for Kids de Trix Rabbit et des Trix Kids                        | 4:19  |
| 15. | Papa'z Song (featuring Wycked et Poppi)                   | Soul Shadows des Crusaders featuring Bill Withers Fool Yourself de Little Feat | 5:25  |
| 16. | 5 Deadly Venomz (featuring Stretch, Apache et Live Squad) | The Chokin' Kind de Joe Simon Roots and Culture de Shabba Ranks | 5:13  |